# Михайловка (Тотемський район)
Миха́йловка (рос. Михайловка) — селище у складі Тотемського району Вологодської області, Росія. Входить до складу П'ятовського сільського поселення.

## Населення
Населення — 153 особи (2010; 342 у 2002).
Національний склад (станом на 2002 рік):
- росіяни — 96 %